# ميتون شاكرابورتي
ميتون شاكرابورتي (بالهندية: मिथुन चक्रवर्ती)‏ (و. 1950  م) هو ممثل، وسياسي، وممثل أفلام، من الهند، ولد في كلكتا.

## مناصب
تولى منصب عضو راجيا سابها ‏.

## التعليم
تعلم في جامعة كلكتا، وScottish Church College ‏، ومعهد السينما والتلفزيون الهندي.

## جوائز
حصل على جوائز منها:
- بانغة ببهوشان  [لغات أخرى]‏ (2013)
- جائزة الفيلم الوطني لأفضل ممثل [الإنجليزية]‏
- جوائز فيلم فير
- جائزة الفيلم الوطني لأفضل ممثل مساعد  [لغات أخرى]‏.

## وصلات خارجية
- ميتون شاكرابورتي على موقع IMDb (الإنجليزية)
- ميتون شاكرابورتي على موقع ألو سيني (الفرنسية)
- ميتون شاكرابورتي على موقع ميوزك برينز (الإنجليزية)
- ميتون شاكرابورتي على موقع أول موفي (الإنجليزية)
- ميتون شاكرابورتي على موقع قاعدة بيانات الفيلم (الإنجليزية)
- ميتون شاكرابورتي على موقع كينوبويسك (الروسية)